# Cryphia andalusiae
Cryphia andalusiae är en fjärilsart som beskrevs av Philogène Auguste Joseph Duponchel. Cryphia andalusiae ingår i släktet Cryphia och familjen nattflyn. Inga underarter finns listade i Catalogue of Life.